# Іцамнаах-Б'алам III
Іцамнаах-Б'алам III Великий (647—19 червня 742) — (ахав) Па'чана з 681 до 742 року. Ім'я перекладається як «Щит-Ягуар».

## Життєпис

### Боротьба з Йокіб-К'ін
Був сином ахава Яшун-Б'алама III та Іш-Пакаль. При народженні отримав ім'я Вук-Чапаат-К'ініч-Ахав. Після смерті батька у 681 році стає новим царем. 9.12.9.8.1, 5 Іміш 4 Мак (23 жовтня 681 року) відбулася церемонія сходження на трон (супроводжувалася обрядом викликання бога Ах-К'ак'-О'-Чаака), він змінив ім'я на Іцамнаах-Б'алам.
Перший похід Іцамнаах-Б'алам III (тоді ще Вук-Чапаат-К'ініч-Ахав) зробив за 8 місяців до своєї інтронізації. У день 9.12.8.14.1, 12 Іміш 4 Поп (25 лютого 681 року) він захопив у полон К'ак'-Ті'-Куя, представника династії царства Наман (Ла-Флориди). Останній був васалом царства Йокіб-К'ін. Цим Іцамнаах-Б'алам III продемонстрував свою незалежність від йокібських правителів.
В подальшому па'чанський ахав намагався усіляко розширювати свій вплив на сусідів. У день 9.12.17.12.0, 13 Ахав 3 Муваан (29 листопада 689 року) він здобув перемогу над Ах-Сак-Ічій-Патом, правителем Саклакаля, області в складі Шукальнааха, скориставшись розгардіяшем в цьому царстві. Водночас намагався відновити на троні Шукальнааха свого союзника Ах-Нак'ея, проте невдало. Це вдалося зробити лище у 691 році. В цей час становище царства дещо погіршилося після поразки у 695 році канульських військ від Мутульського царства.

### Боротьба з Попо'
Про діяльність Іцамнаах-Б'алам III у 690-х і на початку 700-х років відомо замало. На щаблях II і VI ієрогліфічних сходів 3 з Яшчилану повідомляється про захоплення двох бранців в день 9.13.6.5.11, 4 Чувен 9 Шуль (6 червня 698 року) і трьох царів (або царських родичів) в день 9.13. 16.3.1, 5 Іміш 9 Поп (25 лютого 708 року). Але ні імена, ні титули, ні вказівки на походження бранців в написах не збереглися. На думку вчених усі вони були пов'язані з царством Попо'.
Результатом протистояння з Попо' стали походи Іцамнаах-Б'алама III у Середню Усумасінту. 9.14.1.17.14, 5 Іш 17 К'анк'ін (18 листопада 713 року) було переможено і захоплено Ах-К'ан-Усіха, ахава невеличкого царства Б'уктуун. Останній був родичем нового шукальнаахського правителем, який обрав антипа'чанську політику.

### Боротьба з Сакц'і та Йокібом
Втім наприкінці 710-х років на Лівобережжі Усумасінти зміцнюється царство Сакц'і, з яким Іцамнаах-Б'алам III вступає у протистояння з ним. Для цього вишукує нових союзників. Напочатку 720-х років він укладає союз з К'ініч-Акуль-Мо'-Наба III, ахава Баакуля.
У 726 році втрутився у війну на боці Баакуля проти Йокіб-К'іна, союзника Сакц'і. Але в день 9.14.14.9.18, 5 Ец'наб 16 Сіп (8 квітня 726 року) па'чанське військо зазнало поразки, один з сахалей потрапив у полон до йокібського володаря К'ініч-Йональ-Ака II. Втім вже в день 9.14.17.15.11, 2 Чувен 14 Моль (14 липня 729 року) Іцамнаах-Б'алам III захопив у полон шукальнаахського воєначальника Ах-Пополь-Чая, проте не зміг відновити контролю над Шукальнаахом.
У 732 році (9.15.0.12.0, 10 Ахав 8 Соц' (18 квітня) Іцамнаах-Б'алам III переміг війська Хіш-Віца, посадивши на трон свого васала. В подальшому походи були спрямовані саме проти васалів Сакц'і та Йокіб. Наприкінці життя він контролював території уздовж Усумасінти до городища Ель-Чикосапоте, розташованого ув 14 км від поселення Ель-Кайо, васала Йокіб-К'іна. До складу Па'чанського царства входили такі важливі центри, як Ла-Пасадіта на північному березі річки і Дос-Каобас на східному.
Наприкінці 730-х років загострилися внутрішні справи, що були пов'язані з обранням спадкоємця трону. Боротьба між дружинами Іцамнаах-Б'алама III тривала до самої його смерті. Втім немає точних відомостей щодо вибору па'чанського царя. Іцамнаах-Б'алам III помер в день 9.15.10.17.14, 6 Х 12 Йошкін (19 червня 742 року). Його гробницею, ймовірно, є «Поховання 2» в межах «Будівлі 23».

## Будівництво
Разом з військовими походами відбувалася розбудова столиці. Особливо значні будови зведені у центрі, біля акрополя. Свої успіхи Іцамнаах-Б'алам III увічнив у «Будові 44», зведеній на території Західного Акрополя і висвяченій 732 року. Споруду прикрашено 3 рельєфними одвірками, сходами з ієрогліфічними ступенями. У написах на цих монументах перераховуються військові перемоги Іцамнаах-Б'алама III, здобуті з 681 по 732 роки.
На сусідньому пагорбі, що заввишки 200 м, в 740 році було зведено «Будівлю 41», також присвячену військовим успіхам царя. До будівлі вели довгі, майже 100-метрові сходи. На 5 стелах перед її фасадом зображені 5 найважливіших перемог ахава.
За наказом ахава було споруджено підвісний міст завдовжки близько 113 м (з 3 прольотів), що з'єднав центр міста з іншим боком річки Усумасінта. Цим забезпечив нормальне пересування над стрімким потоком річки.

## Родина
1. Дружина — Іш-К'аб'аль-Шоок
2. Іш-Ух-Чан-Леєм, принцеса з Канульського царства
Діти:
- Яшун-Б'алам IV

3. Іш-Сак-Б'іяан